# Majfuk
Majfuk (arab. ميفوق) – wieś położona w dystrykcie Dżabal Lubnan, w Kada Dżubajl, w Libanie.
Na terenie wsi znajdują się maronickie monastery (Zakon Libańskich Maronitów): Matki Bożej z Majfuk oraz Mar Szallita (Kattara).